# Nina Zilli
Nina Zilli, pseudônimo de Maria Chiara Fraschetta (Placência, 2 de fevereiro de 1980), é uma cantora e compositora italiana .

## Biografia
Crescida em Gossolengo aos arredores de Placência, começou a cantar aos 13 anos, influenciada pelos sons do rock e punk dos anos setenta
Estudou em um conservatório o canto lírico (como soprano) e piano, e passou sua infância na Irlanda, circunstância que a permite uma perfeita fluência em inglês e italiano. Em 1997 fundou uma banda: The Jerks.
Depois de fazer o ensino médio no Liceo Scientifico Respighi di Piacenza, viveu por dois anos nos Estados Unidos (Chicago e Nova York), onde adquiriu a sua identidade musical, saturada de R&B, reggae, soul, Motown e a música italiana dos anos 60.
Estreou na televisão como VJ da MTV e depois como co-anfitriã ao lado de Red Ronnie na última edição do Roxy Bar, no canal TMC2.
Em 2001 com uma nova formação, Chiara&Gliscuri, lança pela Sony o single Tutti Al Mare. Tem-se colaborações com artistas e bandas de rocksteady/reggae, como a Africa Unite (Bomboclaat Crazy) e Franziska, com quem realizou uma turnê europeia.
Em 2009 com o nome artístico, que combina o nome de sua cantora favorita, Nina Simone, com o sobrenome da mãe, assina um contrato com a Universal e lança seu primeiro EP homônimo: Nina Zilli. O single 50mila, realizado em conjunto com Giuliano Palma, obteve um sucesso relativamente bom nas rádios italianas e então é incluída na trilha sonora do filme Mine vaganti de Ferzan Özpetek e no jogo Pro Evolution Soccer 2011. No EP Nina Zilli figura, entre soul e R&B, uma referência aos anos sessenta com L'amore verrà, cover em italiano de You Can't Hurry Love (com a versão escrita em italiano por Pino Cassia), um sucesso das Supremes em 1966.
Competindo na categoria Sanremo Nuova Generazione no 60º Festival de Sanremo (2010) com a canção L'uomo che amava le donne, Nina Zilli chegou à final e venceu o Prêmio da Crítica Mia Martini, o Prêmio Imprensa Rádio TV e o Premio Assomusica 2010, este último por melhor performance ao vivo.
Em 19 de fevereiro de 2010 lançou o álbum Sempre Lontano, que chega ao 12º lugar no Top Album FIMI, e permaneceu no Top 20 nas semanas seguintes(e ainda está no Top 100 até hoje). Alcançou o 5º lugar na quinta semana de lançamento, o que a demonstra como revelação do Festival. Não é só sucesso de vendas mas também é sucesso nas rádios. L'uomo che amava le donne alcança o 19º lugar nas rádios, depois o 14º, e finalmente se tornando uma das mais tocadas nas rádios italianas. No final de abril o álbum Sempre Lontano é contemplado como Disco de Ouro, confirmando o sucesso de vendas do álbum.
Em 2010 participa no Concerto Anual de 1º de Maio na Piazza San Giovanni em Roma.
Em maio de 2010 participa no Wind Music Awards na Arena di Verona e é premiada como "Artista Revelação".
Em 5 de novembro lança seu novo single Bacio d'a(d)dio o primeiro do Sempre Lontano Special Edition,  a nova versão do primeiro álbum. A nova versão do disco terá um DVD com o concerto realizado em Blue Note di Milano.
Em 2012 participou do Eurovision Song Contest representando a Itália com a música 'L'amore e' Femmina, e também do Festival di Sanremo com a música 'Per Sempre'.
No verão de 2014, foi confirmada como parte do Italia's Got Talent e no ano seguinte, participou do Festival di Sanremo com a música Sola, que foi incluída no seu terceiro álbum, Frasi & Fumo, que foi lançado no iTunes em 12 de fevereiro de 2015, e foi lançado oficialmente em 18 de fevereiro de 2015.

## Discografia

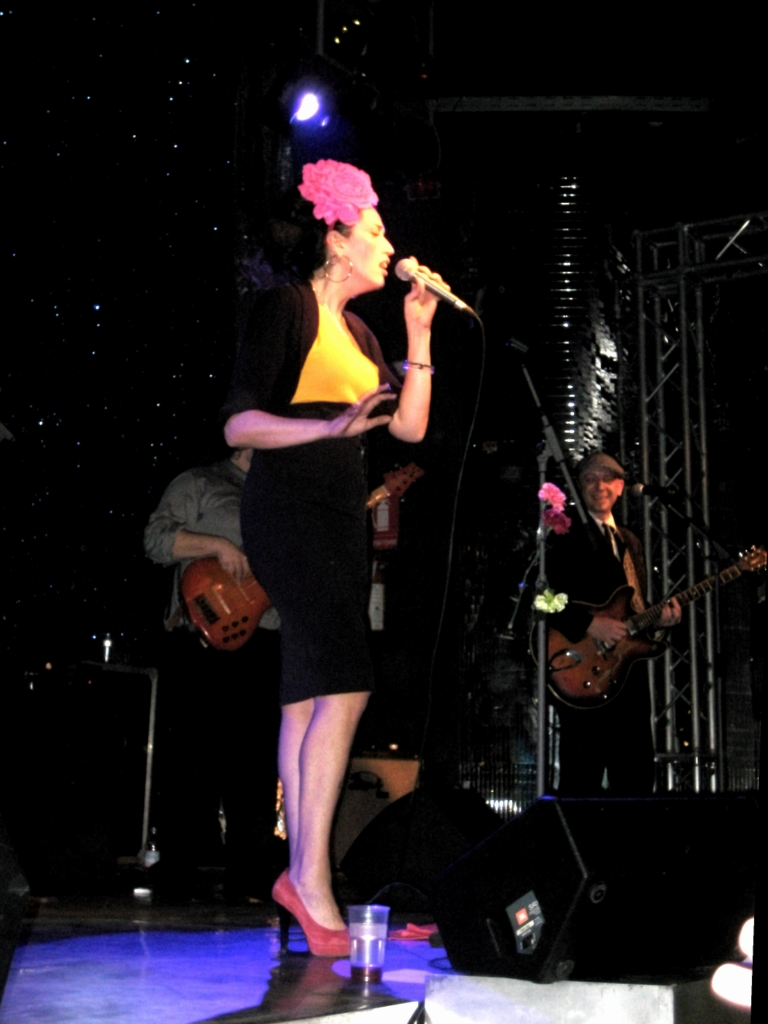
Nina Zilli em um show.

### Álbum
- 2010 - Sempre Lontano
- 2012 - L’Amore E’ Femmina
- 2015 - Frasi & Fumo
- 2017 - Modern Art

### EP
- 2009 - Nina Zilli

### Singles
- 2009 - 50mila (com Giuliano Palma)
- 2009 - L'inferno
- 2009 - You Can't Hurry Love(L'amore verrà)
- 2010 - L'uomo che amava le donne
- 2010 - Come il sole
- 2010 - Bacio d'a(d)dio